# Changi
Changi (en chino 樟宜, en malayo Changi, en tamil சாங்கி) es una zona en el extremo oriental de Singapur. En esta zona, se encuentra el Aeropuerto Internacional de Singapur, la Base Aérea de Changi y la Base Naval de Changi así como la Prisión de Changi
Dada su cercanía con el mar, Changi alberga 2 terminales comerciales para ferris, la Terminal de Changi Point Ferry en Changi Creek y la Terminal de Changi Ferry cerca de la Base Naval de Changi.
La novel King Rat de James Clavell está basada en sus experiencias como prisionero de guerra durante la Segunda Guerra Mundial en la Prisión de Changi.

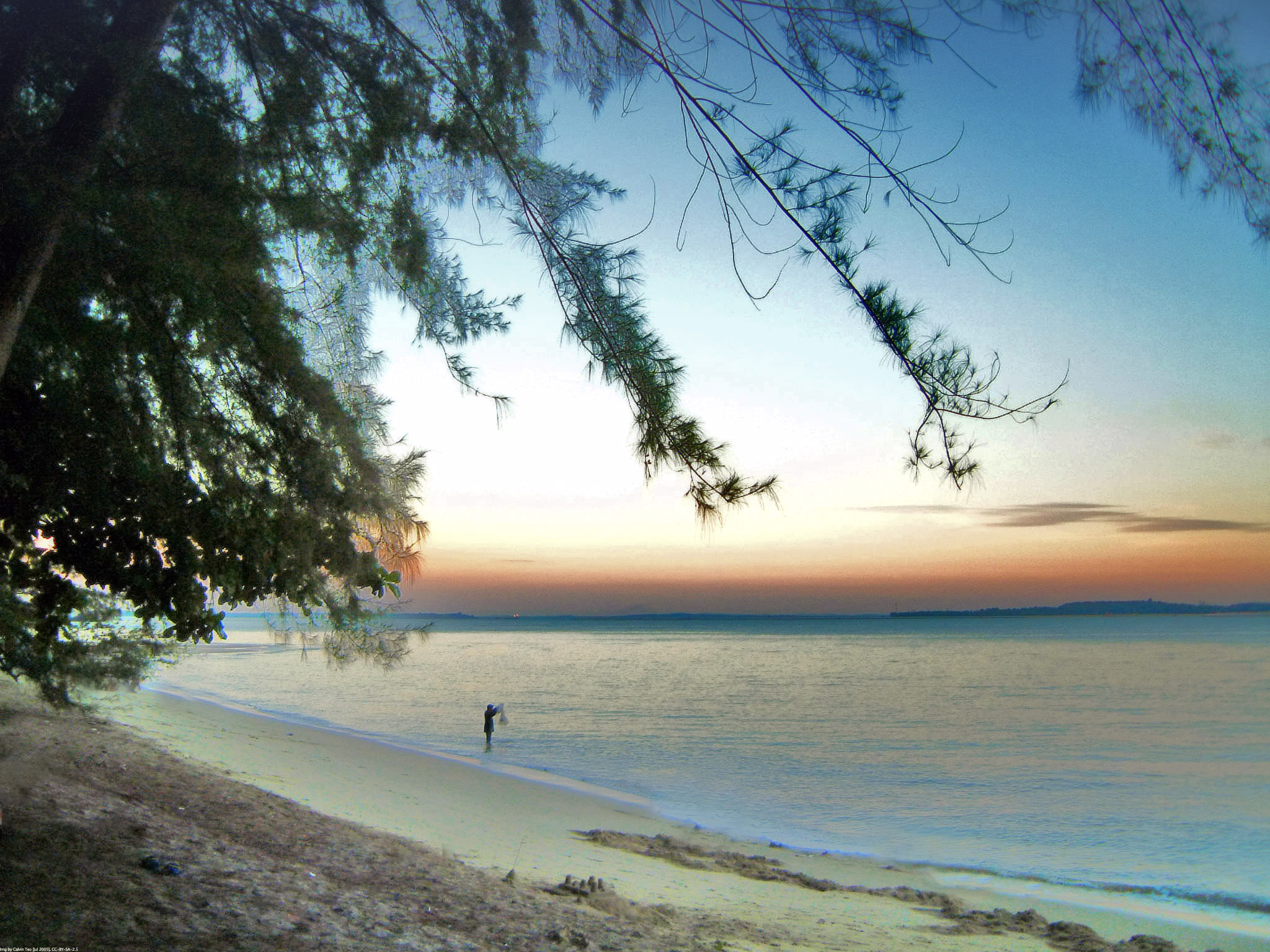
Sunset at Changi Beach